# Чёрмозский район
Чермозский район — бывшая административно-территориальная единица в составе Уральской, Свердловской и Пермской (Молотовской) областей РСФСР в СССР.
Существовал в 1924—1959 годах. Административный центр — село (с 1927 года — рабочий посёлок, с 1943 года — город) Чёрмоз.

## Население
Численность населения района по данным переписи населения 1926 года составляла 18 502 человека, в том числе русские — 97,6 %, татары — 1,4 %. Городское население на момент проведения переписи отсутствовало, а на момент публикации итогов переписи в 1928 году составило 8265 человек (44,7 %) в рабочем посёлке (заводе) Чёрмоз.
По данным переписи 1939 года в районе проживало 35 756 жителей, в том числе русские — 92,2 %, татары — 3,0 %, коми — 1,8 %.

## История
Чермозский район район был образован в январе 1924 года в составе Пермского округа Уральской области РСФСР. После ликвидации округов в 1930 году район перешёл в прямое подчинение Уральской области.
К 1928 году район имел площадь в 1,6 тыс. км² и включал 129 населённых пунктов, в том числе 1 городской (рабочий посёлок) и 128 сельских населённых пунктов, объединённых в 1 поссовет (Чёрмозский) и 6 сельсоветов: Ивановский, Каргинский, Кыласовский, Романовский, Сенькинский и Усть-Косьвинский. 
В 1934 году район стал частью Свердловской области, а в 1938 году — Пермской (в 1940—1957 называлась Молотовской).
К началу 1947 года район имел площадь в 2,9 тыс. км² и включал 9 сельсоветов: Елизавето-Пожевский, Ивановский, Каргинский, Кыласовский, Майкорский, Романовский, Сенькинский, Усть-Косвинский и Усть-Пожвинский, а также 2 рабочих посёлка (Майкор и Пожва) и 1 город (Чёрмоз).
С возведением в Перми гигантской плотины Камской ГЭС, образовавшееся Камское водохранилище затопило большую часть Чёрмоза, его градообразующий завод и прилегающие земли, что привело к катастрофическому падению численности чермозского населения и нарушению автомобильного сообщения с областным центром, с соседними районами и даже с некоторыми тогда ещё подчинёнными Чёрмозу населёнными пунктами. Поэтому 4 ноября 1959 году Чермозский административный район был упразднён, а его территория разделена между Добрянским и Пермско-Ильинским районами Пермской области и Юсьвинским районом Коми-Пермяцкого национального округа.